# Israel Beer Breweries
Israel Beer Breweries Ltd. (IBBL) — друга за обсягами виробництва пива броварня Ізраїлю. Розташована у місті Ашкелон.

## Історія
Israel Beer Breweries Ltd. була заснована у 1992 році одним з найбільших світових виробників пива Carlsberg Group у партнерстві з компанією CBC Group. У 1995 році компанія розпочала виробництво пива торговельних марок Carlsberg та Tuborg, які до того часу імпортувалися.
У липні 2008 року Carlsberg Group оголосила про продаж своєї частки акцій Israel Beer Breweries Ltd. та вихід з числа акціонерів компанії. Пиво торговельних марок Carlsberg та Tuborg продовжує вироблятися броварнєю на умовах ліцензії.
Станом на 2007 рік броварня утримувала на ринку пива Ізраїлю частку в 40 %.

## Асортимент продукції

### Виробництво
- Carlsberg
- Tuborg Red — Алк.об.: 5,2 %.
- Tuborg Green
- Layla Dirty Blonde Lager — Алк.об.: 5,4 %. Кошерне пиво.
- Безалкогольні напої — напої на основі натуральних соків, безалкогольне пиво Malty.

### Імпорт та подальша дистрибуція
Броварня імпортує та забезпечує продаж на ізраїльському ринку пива торговельних марок Guinness, Kilkenny, Leffe, Stella Artois, Hoegaarden та Weihenstephan.